# دون فوجي
دون فوجي (باليابانية: ドン・フジイ) هو ريكيشي ‏ ياباني، ولد في 6 يوليو 1970 في مينوه في اليابان.

## روابط خارجية
- دون فوجي على موقع CageMatch worker (الإنجليزية)